# Vườn quốc định Sobo-Katamuki
Vườn quốc định Sobo-Katamuki (祖母傾国定公園 Sobo-Katamuki Kokutei Kōen) là một Khu bảo tồn được coi như vườn quốc gia nằm ở hai tỉnh Oita và Miyazaki, Nhật Bản. Được thành lập vào năm 1965, tên của khu bảo tồn này được lấy từ núi Sobo cao 1.756 m (5.761 ft) và núi Katamuki cao 1.602 m (5.256 ft). Vị trí của nó nằm tiếp giáp hai với hai Công viên Tự nhiên Tỉnh là Sobo Katamuki (Oita) và Sobo Katamuki (Miyazaki). Khu bảo tồn này được công nhận là Khu dự trữ sinh quyển thế giới vào năm 2017.